# 1,3-Diaminopropan
1,3-Diaminopropan je jednostavni amin. Kalijumova so se koristi u alkin ziper reakciji, objavljenoj 1975.